# David Young (minister)
David Ivor Young, baron Young of Graffham (ur. 27 lutego 1932, zm. 8 grudnia 2022) – brytyjski polityk i przedsiębiorca, członek Partii Konserwatywnej, minister w rządach Margaret Thatcher.

## Życiorys
Wykształcenie odebrał w Christ's College w Finchley oraz na University College w Londynie, gdzie studiował prawo. W 1956 r. rozpoczął praktykę prawniczą. Wkrótce jednak zrezygnował z niej i rozpoczął pracę dla Great Universal Stores. W 1961 r. został przewodniczącym Eldonwall Ltd. W latach 70. był dyrektorem Town and City Properties Ltd oraz przewodniczącym Manufacturers Hanover Property Services Ltd. Działał również w wielu organizacjach charytatywnych, m.in. w British Organization for Rehabilitation by Training (w 1975 r. został jej przewodniczącym, a w latach 1980–1982 był jej prezesem), International Council of Jewish Social and Welfare Services (której w 1981 r. został przewodniczącym).
W 1977 r. został członkiem rady zarządającej Centrum Studiów Politycznych, think-tanku Partii Konserwatywnej. Po wyborach 1979 r. został jego dyrektorem. Jednocześnie został doradcą ministra przemysłu sir Keitha Josepha, odpowiedzialnym za prywatyzację. W 1981 r. minister zatrudnienia Norman Tebbit mianował Younga przewodniczącym Manpower Services Commission, rządowej agencji zajmującej się problemami bezrobocia.
10 sierpnia 1984 r. otrzymał dożywotni tytuł parowski barona Young of Graffham i zasiadł w Izbie Lordów. 11 września został członkiem gabinetu jako minister bez teki, zajmujący się sprawami bezrobocia. 2 września 1985 r. został ministrem resortowym, obejmując deparament zatrudnienia. Brał udział w kampanii wyborczej przed wyborami 1987 r. Konkurował tam z Normanem Tebbitem, z którym na tydzień przed wyborami pokłócił się o przedwyborczą strategie (tzw. Wobbly Thursday).
Po wyborach Young otrzymał stanowisko ministra handlu i przemysłu. Pozostawał na tym stanowisku do 1989 r. i w tym czasie sprywatyzował resztę państwowego przemysłu. W maju 1989 r. zrezygnował ze stanowisk rządowych. Pozostał jednak na stanowisku wiceprzewodniczącego Partii Konserwatywnej. Z tego stanowiska zrezygnował w 1990 r., po rezygnacji Margaret Thatcher.
W latach 90. Young powrócił do działalności biznesowej. Był dyrektorem Salomon Inc. oraz przewodniczącym Cable and Wireless. Od 1993 r. był przewodniczącym Instytutu Dyrektorów, a od 1995 r. przewodniczącym Rady University College w Londynie. W 1996 r. utworzył swoją własną firmę, Young Associates Ltd. W 1990 r. ukazała się jego autobiografia, The Enterprise Years.